# Estació de Canal
Canal és una estació de les línies 2 i 7 del metro de Madrid. L'estació se situa per sota de la confluència dels carrers de Cea Bermúdez, José Abascal i Bravo Murillo.
L'estació va obrir-se el 16 d'octubre del 1998, sent estació terminal de la línia 7 fins al 12 de febrer del 1999.